# Манджиев, Олег Лиджиевич
Олег Лиджиевич Манджиев (12 января 1949 — 27 января 2021) — российский писатель, редактор, киносценарист. Заслуженный деятель искусств Калмыкии.

## Биография
Окончил Литературный институт им. А. М. Горького и Высшие курсы сценаристов и режиссёров в Москве. Автор повестей «Приключения Эльзятки в мышином государстве», «Амуланга», «Мальчишка с бантиками», «Дорога в один дун», «И вечно возвращаться», «Мы по городу идём», «Небесный родник», романа «Ад номер семь».
Фильмы по его сценариям были поставлены на киностудиях «Туркменфильм», «Казахфильм», «Мосфильм», на Рижской и Свердловской киностудиях.
Член Союза писателей и Союза кинематографистов. Заслуженный деятель искусств Калмыкии.
Лауреат кинофестиваля «Большой Кристап» за сценарий к фильму режиссёра Ады Неретниеце «Гадание на бараньей лопатке» (1988).
Лауреат государственной премии Калмыцкой АССР имени О. И. Городовикова (1990).

## Фильмография
- 1987 — Амуланга
- 1987 — Долина мести
- 1988 — Бешеная
- 1988 — Гадание на бараньей лопатке
- 1989 — Клятвы нашего детства
- 1991 — Бегущая мишень
- 1993 — И вечно возвращаться